# Erke
Hongxing Erke Sports Goods Co., Ltd. (Erke) er et kinesisk sportstøjsmærke og producent af sportstøj. Virksomheden er baseret i Quanzhou, Fujian.